# Nakatindi Wina
Naganda Nakatindi Wina (15 de fevereiro de 1945 - 5 de abril de 2012) foi uma princesa e política da Zâmbia; ela foi membro da família real de Barotselândia.

## Juventude
A Princesa Naganda Nakatindi Wina nasceu Mukwae Nakatindi, na família real de Barotselândia, neta do rei Yeta III do povo Lozi. Nakatindi era filha de Nakatindi Yeta Nganga e Induna Yuyi Nganda; uma de 11 crianças.

## Carreira política
Depois que a política multipartidária ser introduzida no início dos anos 90, ela juntou-se ao Movimento pela Democracia Multipartidária e, em 1992, tornou-se Ministra quando foi nomeada Ministra de Estado do Turismo. No ano seguinte, tornou-se Ministra do Desenvolvimento Comunitário e Bem-Estar Social até 1994.

### Controvérsias
Durante o início dos anos 90, houve uma série de escândalos de importação de drogas relacionados a políticos do MMD. Steve Denning, do Banco Mundial, recomendou a Frederick Chiluba, presidente da Zâmbia, que lidasse com a situação. Nakatini Wini estava ligada ao escândalo pela imprensa da Zâmbia, mas Chiluba recusou-se a demiti-la, culpando os mídia por exagerar a situação. No entanto, ele então a aprisionou em 1998, depois de ela ser ligada à tentativa de golpe de Estado de 1997 na Zâmbia. Ela foi mantida na prisão de Mukobeko, onde o seu marido, Induna Sikota Wina, ficou com ela. Ele culpou o político Michael Sata por mentir a Chiluba para culpar Nakatindi Wina.
Em 2000, ela pediu às mulheres para boicotarem a União Africana devido à falta de igualdade de género nos representantes; cada país só foi obrigado a incluir uma mulher, como um mínimo, em grupos representativos. Ela disse que os líderes masculinos só queriam que as mulheres fossem "colorir flores" na União.

## Condições de saúde e morte
Em 2012, ela foi diagnosticada com um problema cardíaco e foi transferida para um hospital em Joanesburgo, na África do Sul. Ela morreu após uma operação em 5 de abril de 2012. O seu filho, Wina Wina, mais tarde agradeceu às autoridades sul-africanas por permitirem que ela recebesse tratamento lá.